# Neoaphelomera elongata
Neoaphelomera elongata är en tvåvingeart som först beskrevs av Tonnoir och Edwards 1927.  Neoaphelomera elongata ingår i släktet Neoaphelomera och familjen svampmyggor. Inga underarter finns listade i Catalogue of Life.